# Lago Berryessa
Lago Berryessa es el lago más grande del condado de Napa, California, Estados Unidos. Este embalse en los Montes Vaca se formó después de la construcción de la Represa Monticello en Putah Creek en la década de 1950. Desde principios de la década de 1960, este depósito ha proporcionado agua e hidroelectricidad a la región de North Bay del Área de la Bahía de San Francisco.
El embalse lleva el nombre de los primeros colonos europeos en el Valle de Berryessa, José Jesús y Sixto "Sisto" Berrelleza (un apellido vasco, anglicanizado a "Berreyesa", luego renombrado a "Berryessa"), a quienes se les concedió el Rancho Las Putas en 1843.

## Descripción

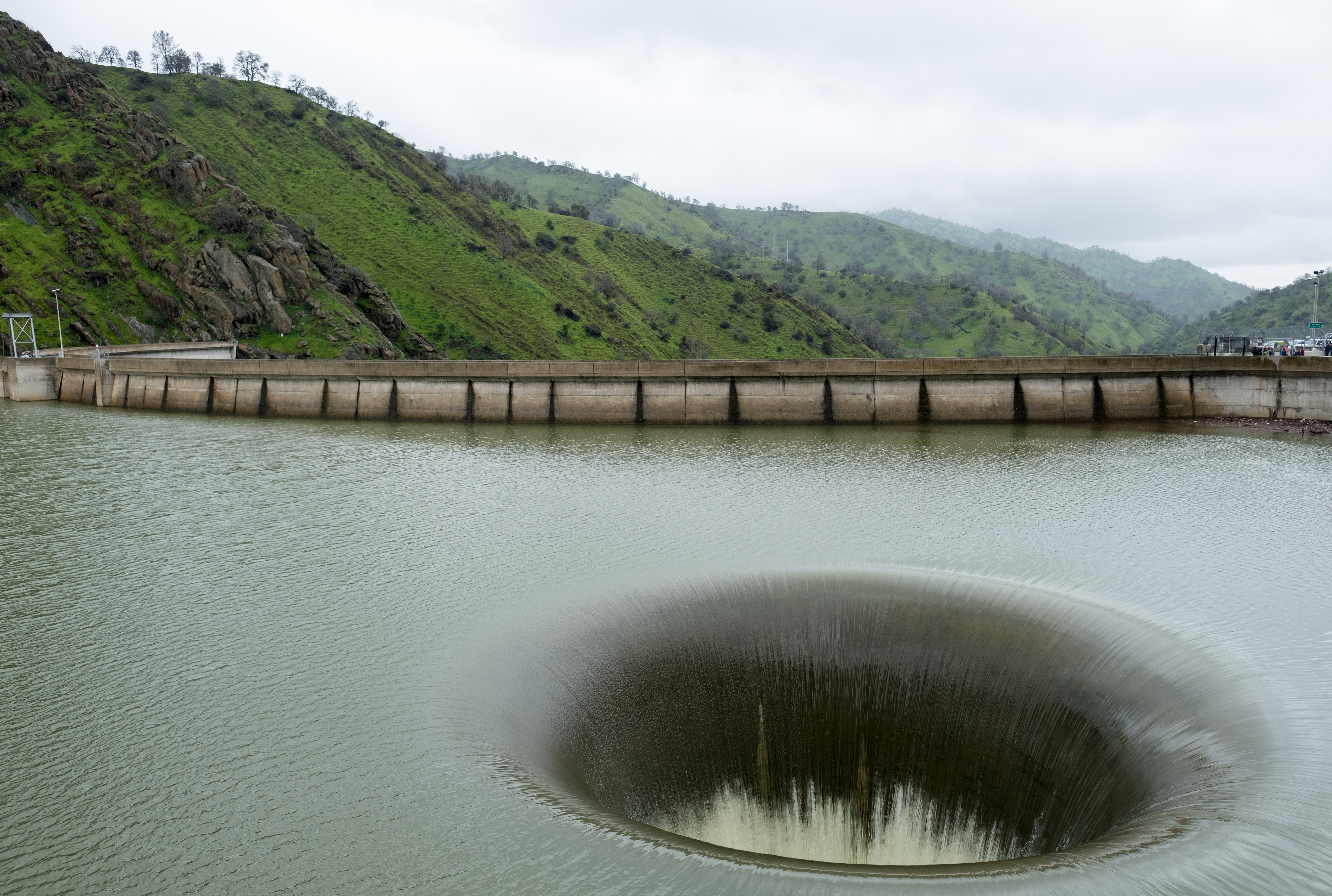
El aliviadero de la represa de Monticello ("Glory Hole"), lago Berryessa, en funcionamiento, el 19 de febrero de 2017

El lago tiene 20 000 acres (80 km²) cuando está completamente lleno. Tiene aproximadamente 25 km (15.5 millas) de longitud y 5 km (3 millas) de anchura. Tiene aproximadamente 265 km (165 millas) de perímetro de costa.
Cerca de la presa en el lado sureste del embalse hay un aliviadero de boca de campana de 72 pies (22 m) de diámetro, que se conoce como "Glory Hole" (Agujero de la Gloria). La tubería tiene una caída recta de 200 pies (61 m), y el diámetro se reduce a aproximadamente 28 pies (8.5 m). El aliviadero tiene una capacidad máxima de 48 000 cf/s (1360 m³/s). El aliviadero funciona cuando hay exceso de agua en el depósito; en 2017, después de fuertes lluvias, comenzó a fluir, por primera vez desde 2006. Comenzó a fluir nuevamente en 2019 después de fuertes lluvias. En 1997, una mujer murió después de ser arrastrada al interior del aliviadero.
La falla activa Concord Fault corre paralela al lago en las colinas al oeste.

## Historia
Antes del asentamiento estadounidense, el área era el hogar de la tribu Pomo. El valle era una región agrícola, cuyos suelos se consideraban entre los mejores del país. La ciudad principal del valle, "Monticello", fue abandonada para construir el embalse. Este abandono fue narrado por los fotógrafos Dorothea Lange y Pirkle Jones en su libro "La muerte de un valle". La construcción de la presa de Monticello comenzó en 1953, se completó en 1958, y el embalse se llenó en 1963, creando lo que en ese momento era el segundo depósito más grande de California después de Lago Shasta. La presa de Monticello con el lago Berryessa, la presa de desviación de Putah con el lago Solano y los sistemas y tierras de distribución de agua asociados se conocen colectivamente como el Proyecto Solano, que es distinto de otros proyectos de agua en California como el Proyecto del Valle Central.
Los residentes de Monticello se opusieron al gobierno y al Proyecto Solano, pero no tuvieron éxito. Los residentes abandonaron sus hogares, el cementerio de Monticello tuvo que ser reubicado y las casas fueron destruidas. Los ganaderos de Monticello fueron desalojados cuando se subastaron equipos y la tierra fértil fue destruida e inundada.
El descubrimiento de oro en las estribaciones de Sierra Nevada provocó una afluencia de personas al valle central. Las comunidades en el condado de Solano crecieron rápidamente en la fiebre del oro. Se necesitaba más agua para acomodar la población en aumento, por lo que alrededor de la década de 1940, la Junta de Supervisores del Condado de Solano organizó el Consejo de Agua del Condado de Solano para buscar el mejor lugar para desarrollar un proyecto de agua. La Represa Monticello y el lago Berryessa fueron el resultado.
El interés en la construcción de represas en el Putah Creek comenzó a principios del siglo XX. En 1907, algunas ciudades del Área de la Bahía estaban lo suficientemente interesadas como para contratar a tres ingenieros, incluidos Arthur Powell Davis y George Washington Goethals. Su interés se evaporó rápidamente a favor de proyectos más grandes, pero el lugar siguió atrayendo interés. Se habían desarrollado pequeños proyectos de riego en las áreas circundantes, pero tuvieron poco éxito. Al final, el Consejo del Agua de Solano acordó centrarse en Represa Monticello. El plan original incluía alteraciones tanto en Putah Creek como en Cache Creek, pero las complicaciones llevaron a un plan más simple que solo represó Putah Creek en Devil's Gate, que la Oficina de Reclamación aseguró a ingenieros y planificadores que era el lugar más factible para colocar una presa en Putah Creek.
Algunos predijeron que la presa no tendría éxito y el valle nunca se llenaría.
Monticello, una pequeña ciudad agrícola fue fundada por Ezra Peacock en 1867. En el momento de las evacuaciones de la presa, tenía una población de alrededor de 250 habitantes y algunos estaban dispersos en las afueras del valle. Putah Creek era la fuente de vida de la ciudad, les proporcionó un acceso cercano al agua para la cría de cultivos y ganado.
Unos años después de la finalización de la presa, el gobernador Edmund G. "Pat" Brown propuso un nuevo proyecto para construir una presa aún más grande y un lago más grande. El "Proyecto Greater Berryessa" se concibió como un proyecto mucho más grande; la presa de 304 pies sería reemplazada por una presa de 600 pies que sería capaz de contener diez veces la cantidad de agua, expandiendo el lago a tres veces el tamaño actual, inundando tierras agrícolas productivas. El objetivo principal del proyecto era el almacenamiento de agua del norte para su uso en partes del sur de California.

## Flora y fauna
Las plantas notables en el área incluyen ciprés sargento, aliso blanco, roble de cuero, navarretia de Jepson y Brodiaea de Bridge.
El lado este del lago tiene un Área de Gestión de Vida Silvestre de 2000 acres (8.1 km²) administrada por el Departamento de Pesca y Caza de California que protege los hábitats de vida silvestre para especies como puma, venado de cola negra, serpiente de cascabel occidental, mapache, zorrillo, águila pescadora, pavo, conejo y águila real.